# XP4Y科雷希多巡邏機
XP4Y科雷希多巡邏機（英語：Corregidor)（公司編號Model 31）是一款由團結飛機公司研製的雙引擎遠程海上巡邏飛行艇。該機原先有200架的生產訂單但隨後被取消，只留一架原型機。

## 發展
Model 31是團結飛機公司於1938年開始設計的新型軍民兩用飛行艇。該飛機採用全金屬結構，具有高置、高展弦比懸臂的單機翼（戴維斯翼，後來用於B-24）和位於頂部的後機身，同時具有雙尾翼。民用版本預計可容納52名乘客，或容納28名乘客的臥舖座位。
Model 31的原型機於1939年5月5日首飛，並展現出卓越的性能。1941年12月7日，日本偷襲珍珠港，美國隨即捲入第二次世界大戰，此時測試剛完成，美國海軍購買該原型機，命名為XP4Y-1，將其改裝為巡邏機，配備了機頭、機尾和機背砲塔以及4,000lb(1814kg)的外部搭載。
團結於1942年10月正式獲得200架P4Y-1的生產訂單，並在路易斯安那州紐奧良建造了一家新飛機工廠來製造該飛機。然而，由於原型機的準備進度延遲以及發動機的短缺 ，訂單最後被取消。而剛建成的工廠則轉而生產PBY。